# Кубок Північної Ірландії з футболу 2004—2005
Кубок Північної Ірландії з футболу 2004–2005 — 125-й розіграш кубкового футбольного турніру в Північній Ірландії. Титул втретє здобув Портадаун.

## Календар
| Раунд            | Дата                                                      | Матчі | Клуби    |
| ---------------- | --------------------------------------------------------- | ----- | -------- |
| Попередній раунд | 18 вересня 2004                                           | 24    | 104 → 80 |
| Перший раунд     | 9 жовтня 2004                                             | 14    | 80 → 66  |
| Другий раунд     | 30 жовтня 2004                                            | 7     | 66 → 59  |
| Третій раунд     | 13 листопада 2004                                         | 18    | 59 → 41  |
| Четвертий раунд  | 4 грудня 2004                                             | 9     | 41 → 32  |
| 1/16 фіналу      | 15 січня 2005, 19 січня 2005 (перегравання)               | 16+2  | 32 → 16  |
| 1/8 фіналу       | 12 лютого - 1 березня 2005, 15 лютого 2005 (перегравання) | 8+3   | 16 → 8   |
| 1/4 фіналу       | 5 березня 2005, 8 березня 2005 (перегравання)             | 4+2   | 8 → 4    |
| 1/2 фіналу       | 2 квітня 2005, 5 квітня 2005 (перегравання)               | 2+1   | 4 → 2    |
| Фінал            | 7 травня 2005                                             | 1     | 2 → 1    |

## 1/16 фіналу
| Команда 1          | Рахунок | Команда 2                 |
| ------------------ | ------- | ------------------------- |
| 15 січня 2005      |         |                           |
| Арма Сіті          | 1:2     | Данганнон Свіфтс          |
| Балліклер Комрадс  | 1:1     | Ардс                      |
| Балліміна Юнайтед  | 4:0     | Коа Юнайтед               |
| Бангор             | 1:5     | Ньюрі Сіті                |
| Каррік Рейнджерс   | 1:5     | Колрейн                   |
| Кліфтонвілл        | 2:3     | Бенбрідж Таун             |
| Гленавон           | 0:2     | Портадаун                 |
| Гленторан          | 6:0     | Лісберн Рейнджерс         |
| Інститут           | 4:0     | Баллімоні Юнайтед         |
| Кілмор Рекріейшн   | 1:0     | Баллінур Олд Бойс         |
| Ларн               | 3:0     | Іст Белфаст               |
| Лінфілд            | 1:1     | Лімаваді Юнайтед          |
| Лісберн Дістіллері | 4:1     | Баллінамаллард Юнайтед    |
| Лофголл            | 5:1     | Доунгал Селтік            |
| Ома Таун           | 0:1     | Крузейдерс                |
| Тобермор Юнайтед   | 0:2     | Харленд-енд-Вульф Велдерс |

Перегравання
| Команда 1         | Рахунок | Команда 2 |
| ----------------- | ------- | --------- |
| 19 січня 2005     |         |           |
| Балліклер Комрадс | 0:1     | Ардс      |
| Лімаваді Юнайтед  | 1:2     | Лінфілд   |

## 1/8 фіналу
| Команда 1          | Рахунок | Команда 2                 |
| ------------------ | ------- | ------------------------- |
| 12 лютого 2005     |         |                           |
| Данганнон Свіфтс   | 1:2     | Ларн                      |
| Інститут           | 1:2     | Ардс                      |
| Балліміна Юнайтед  | 4:1     | Кілмор Рекріейшн          |
| Крузейдерс         | 0:1     | Колрейн                   |
| Гленторан          | 1:1     | Лінфілд                   |
| Лісберн Дістіллері | 1:1     | Харленд-енд-Вульф Велдерс |
| Лофголл            | 0:0     | Бенбрідж Таун             |
| 1 березня 2005     |         |                           |
| Портадаун          | 2:1     | Бангор                    |

Перегравання
| Команда 1          | Рахунок | Команда 2                 |
| ------------------ | ------- | ------------------------- |
| 15 лютого 2005     |         |                           |
| Лінфілд            | 0:3     | Гленторан                 |
| Лісберн Дістіллері | 1:2     | Харленд-енд-Вульф Велдерс |
| Лофголл            | 2:0     | Бенбрідж Таун             |

## 1/4 фіналу
| Команда 1         | Рахунок | Команда 2                 |
| ----------------- | ------- | ------------------------- |
| 5 березня 2005    |         |                           |
| Ардс              | 0:1     | Портадаун                 |
| Балліміна Юнайтед | 0:0     | Харленд-енд-Вульф Велдерс |
| Колрейн           | 1:2     | Гленторан                 |
| Лофголл           | 1:1     | Ларн                      |

Перегравання
| Команда 1         | Рахунок | Команда 2                 |
| ----------------- | ------- | ------------------------- |
| 8 березня 2005    |         |                           |
| Балліміна Юнайтед | 4:0     | Харленд-енд-Вульф Велдерс |
| Ларн              | 3:0     | Лофголл                   |

## 1/2 фіналу
| Команда 1         | Рахунок | Команда 2 |
| ----------------- | ------- | --------- |
| 2 квітня 2005     |         |           |
| Гленторан         | 0:0     | Портадаун |
| Балліміна Юнайтед | 0:1     | Ларн      |

Перегравання
| Команда 1     | Рахунок | Команда 2 |
| ------------- | ------- | --------- |
| 5 квітня 2005 |         |           |
| Гленторан     | 0:1     | Портадаун |

## Фінал
| 7 травня 2005 |

| Портадаун                                         | 5:1      | Ларн     |
| ------------------------------------------------- | -------- | -------- |
| Аркінс 15', 59' Конвері 34' Макканн 36' Келлі 48' | Протокол | Огден 3' |

| Віндзор Парк, Белфаст Глядачів: 5 431 |